# Księstwo oleśnickie
Księstwo oleśnickie – historyczne księstwo na Dolnym Śląsku ze stolicą w Oleśnicy w południowo-zachodniej Polsce, powstałe w schyłkowym okresie rozbicia dzielnicowego w Polsce. Powstało w 1313 w wyniku podziału księstwa głogowskiego (na część żagańską na zachodzie i oleśnicką na wschodzie) i pozostawało we władzy dynastii Piastów do 1492, następnie przechodząc pod panowanie innych rodów, aż do 1884.

## Historia

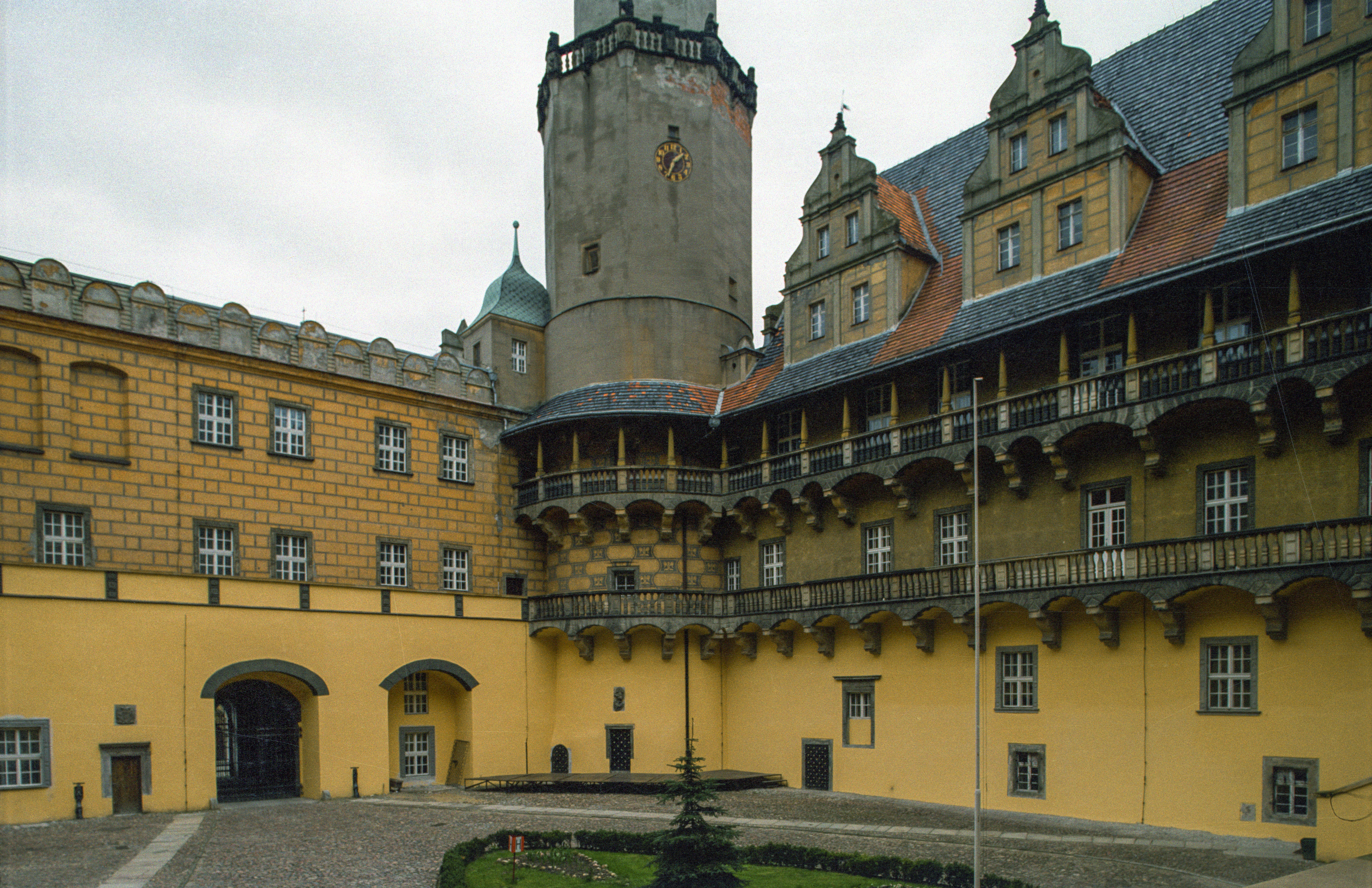
Zamek Książąt Oleśnickich w Oleśnicy

Obszar księstwa oleśnickiego pierwotnie był położony w granicach księstwa wrocławskiego. W 1294, w wyniku wojny między Henrykiem III Głogowczykiem a Henrykiem V Brzuchatym, znalazło się w granicach księstwa głogowskiego.
Samodzielne księstwo oleśnickie powstało w 1313 r., skutkiem podziału księstwa głogowskiego między synów Henryka III. Księciem oleśnickim został wówczas Bolesław. Stan ten utrzymał się do 1321, kiedy to po bezpotomnej śmierci Bolesława władzę objął tam jego brat Konrad I. Książę ten w 1329 złożył hołd lenny królowi czeskiemu Janowi Luksemburskiemu. Odtąd władztwo Piastów i ich następców należało do korony królestwa czeskiego jako jego lenno. Stan ten uległ zmianie dopiero 1742 r., w wyniku wojen śląskich, kiedy księstwo weszło w skład królestwa pruskiego. W skład księstwa oprócz stołecznej Oleśnicy wchodziły wówczas także Milicz, Bierutów, Syców i Kąty Wrocławskie.
W rękach potomków Konrada I księstwo oleśnickie pozostało, aż do wymarcia miejscowej linii Piastów, to znaczy do 1492. Następnie księstwo znalazło się kolejno we władzy: Podiebradów (1495-1647), książąt wirtemberskich (1647-1792), książąt brunszwickich (1792-1884), wreszcie jako uposażenie dla następcy tronu niemieckiego (1884-1918).
W 1683 r. wprowadzono w księstwie obowiązek szkolny.
W 1492 r. z księstwa oleśnickiego zostały wydzielone wolne państwa stanowe. Państwem żmigrodzkim władały kolejno rody Kurzbachów, Schaffgotschów i Hatzfeldtów. Państwem milickim rządził ród Kurzbachów, a od 1590 r. Maltzanów. W późniejszym okresie z państwa milickiego wydzielono wolne państwa stanowe w Sułowie, Cieszkowie i Nowym Zamku – Wierzchowicach. W 1489 wydzielono państwo sycowskie dla rodu von Haugwitz. Później rządzili w nim von Maltzanowie, von Braunowie, von Dohna-Schlobitten, von Biron-Kurland.